# ヘンリー・ヴィルトハーゲン
ヘンリー・ヴィルトハーゲン（Henry Wildhagen、1856年9月1日 - 1920年3月23日）は、20世紀初頭に活躍した米国北部ウィスコンシン州の著名な建築家である:5。

## 経歴
ヴィルトハーゲンは1856年にハノーファー王国で誕生し、ハノーファー大学に入学した。1886年にはイギリスに移住し、イギリス東部やカナダの紙工場のデザインを行った。その後マリー・ヴィルトハーゲンと結婚。1893年、ウィスコンシン州アシュランドに赴き、ハーマン・レッティングハウスと共に映画のデザインを担当した。また、その辺りから多くのウィスコンシン州内の建築物のデザインを担当した。
ヘンリー・ヴィルトハーゲンが設計した建築物には、アメリカ合衆国国家歴史登録財（NRHP）に認定されているものが多くある。

### 設計した建築物の例
- アシュランド郡庁（英語版）NRHP
- アシュランド中学校（英語版）
- ビーザー学校（英語版）NRHP
- エリス学校（英語版）NRHP
- ウィリアムとスザンナ・ゲーネン邸（英語版）NRHP[3][4]
- メレン市庁（英語版）NRHP
- フィリップス高校 NRHP[5]
- ロイヤル劇場（英語版）NRHP
- ウォッシュバーン公共図書館（英語版）NRHP[6]
- ウィルマース学校（英語版）NRHP